# Oude Leij (Visvliet)
De Oude Leij is een voormalig waterschap in de provincie Groningen.
Het waterschap lag ten oosten van Visvliet en de grens werd gevormd door het Besheersdiep, de watergang de Oude Leij (ook Oude Ley gespeld), de Westerhornerweg en de provinciale weg 355. In het oosten grensde de polder aan hoge gronden rond het dorp Grijpskerk. Het waterschap bemaalde de polder met behulp van een vijzelmolen die uitsloeg op het Besheersdiep. 
Waterstaatkundig gezien ligt het gebied sinds 2000 binnen dat van het  wetterskip Fryslân.